# Nicholas Burgard
Nicholas Burgard (* 21. September 1994 in Schaffhausen) ist ein deutscher Basketballspieler.

## Laufbahn
Nach seinen basketballerischen Anfängen bei den Schaffhausen 96ers spielte Burgard in der Saison 2009/10 dank einer „Doppellizenz“ zusätzlich in der Herrenmannschaft des TV 1872 Saarlouis in der ersten Regionalliga. In der Saison 2010/11 lief er für die U19-Mannschaft des TBB Trier in der Nachwuchs-Basketball-Bundesliga auf und hatte darüber hinaus eine Spiellizenz für Einsätze mit dem ATSV Saarbrücken in der zweiten Regionalliga.
Zwischen 2011 und 2014 bestritt Burgard für die Spielgemeinschaft Ehingen/Urspringschule sieben Partien in der 2. Bundesliga ProA und sammelte zusätzliche Spielpraxis in Ursprings Mannschaft in der zweiten Regionalliga sowie in der U19-Jugendmannschaft. Im Dezember 2012 gewann er mit den Urspringern als erste ausländische Mannschaft das „Arby's Classic“, ein traditionelles Turnier im US-Bundesstaat Tennessee, 2013 wurde er deutscher U19-Meister.
Zur Saison 2014/15 ging er in die Vereinigten Staaten, um im dortigen Hochschulsportsystem seine Basketball-Karriere fortzusetzen und um ein Studium zu beginnen. Nach einem Jahr an der University of Alaska Anchorage (NCAA Division 2) wechselte Burgard ans Western Wyoming Community College. Mit „WWCC“ nahm er am Spielbetrieb der NJCAA, der Liga der zweijährigen Hochschulen teil. 2016 folgte der abermalige Wechsel, diesmal ans Northern New Mexico College (NAIA). In der Saison 2017/18 kam er für die Hochschulmannschaft aus der Stadt Española in 21 Spielen zum Einsatz und erzielte im Durchschnitt 3,3 Punkte pro Partie, nachdem er im vorangegangenen Spieljahr in 25 Begegnungen auf Mittelwerte von 6,7 Punkte sowie 3,8 Rebounds gekommen war.
2018 kehrte er nach Deutschland zurück und schloss sich im August 2018 dem Regionalligisten SG DJK Saarlouis-Roden/BBF Dillingen an.

### Nationalmannschaft
Burgard bestritt im Altersbereich U16 Länderspiele für die deutsche Nationalmannschaft.